# Ashley Tisdale
Ashley Michelle Tisdale (* 2. července 1985 Monmouth Country, New Jersey, Spojené státy americké) je americká herečka, zpěvačka a televizní producentka. Během dětství si zahrála ve více než 100 televizních reklam a získala role v divadlech a televizních seriálech. V roce 2004 byla obsazena do role Maddie Fitzpatrick v seriálu Disney Channel Sladký život Zacka a Codyho. Nejvíce se však proslavila rolí Sharpay Evans ve filmové série Muzikál ze střední. Série zahrnovala tři filmy a spin-off Sharpey a její báječné dobrodružství.
V roce 2006 podepsala nahrávací smlouvu se společností Warner Bros. a zahájila sólovou hudební kariéru. Její debutové album Headstrong, bylo uvedeno na trh v únoru 2007, později bylo Recording Industry Association of America oceněno jako zlaté. Druhé studiové album Guilty Pleasure vyšlo v roce 2009. Od roku 2007 nadabovala Candace Flynn v seriálu stanice Disney Channel Phineas a Ferb. V roce 2008 si zahrála v televizním filmu Táta za všechny peníze a v roce 2009 v celovečerním filmu Příšerky z podkroví. V seriálu stanice CW s názvem Superkočky (2010-11) si zahrála roli Savannah Monroe, později se objevila jako Jody Sanders ve filmu Scary Movie 5 (2013).
Kromě herectví a zpěvu se věnuje produkování. V roce 2008 založila produkční společnost a začala pracovat jako exkluzivní producentka pro filmy a televizní seriály, včetně televizního filmu Táta za všechny peníze (2008), neskriptovaného seriálu Miss Advised (2013) a komediálního seriálu Mladí a hladoví (2014).

## Životopis
Narodila se v Monmouth Country v New Jersey. Je dcerou Lisy Morris a Michaela Tisdale. Její otec je křesťan a matka židovka. Má starší sestru Jennifer, která je herečka a producentka. Ve třech letech se potkala v obchodním domě v New Jersey s manažerem Billem Perlmanem, který ji poslal na několik konkurzů do reklam. Jako dítě se objevila v více než 100 reklamách. Divadelní kariéru zahájila s muzikály Gypsy: A Musical Fable a Za zvuků hudby v Monmouth Country's Jewis Community Center. V 8 letech získala roli Cosette v muzikálu Bídníci, se kterým vyrazila po dobu dvou let na turné, než získala roli v muzikálu Annie v Koreii. Ve 12 letech zpívala pro amerického prezidenta Billa Clintona při akci v Bílém domě. Na začátku roku 2000 se se svojí rodinou přestěhovala do Los Angeles.

## Kariéra

### Začátky
Po přestěhování do Los Angeles získala menší role v televizních seriálech, včetně Smart Guy, Sedmé nebe, Bostonská střední. Objevila se ve filmech jako Život brouka a Donnie Darko. Za roli v seriálu Bostonská střední získala nominaci na cenu Young Artist Award.

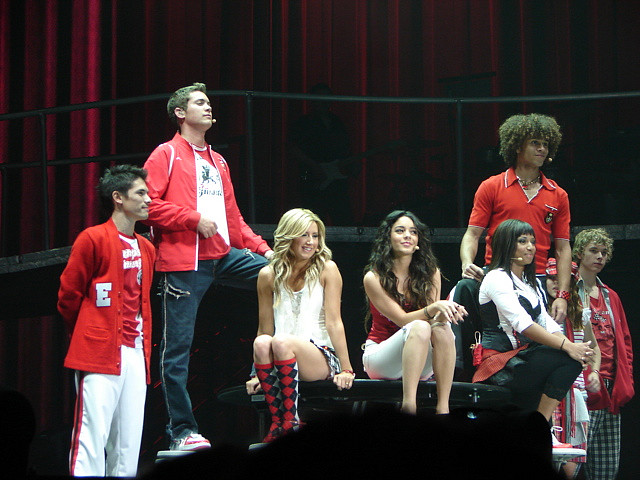
Ashley Tisdale s herci z filmu Muzikál ze střední, roku 2006.

### 2004-06:Muzikál ze střední
Producenti stanice Disney Channel ji obsadili do televizního seriálu Sladký život Zacka a Codyho. Seriál měl premiéru v březnu 2005 a skončil v září 2008. Za roli Maddie Fitzpatrick vyhrála v roce 2008 cenu Nickelodeon Kids' Choice Award (britská verze).
V roce 2006 získala roli Sharpey Evans v originálním filmu stanice Disney Channel Muzikál ze střední. Film se stal se 7,7 milionů diváků nejsledovanějším filmem stanice. Všechny písničky ze soundtrackového alba se umístily v americkém žebříčku Billboard Hot 100. Film byl nominován na šest cen Emmy, vyhrál ceny dvě. K propagování filmu vyrazila společně na turné High School Musical: The Concert, které probíhalo mezi lety 2006 a 2007.

### 2007-09: Studiové album a filmová kariéra
Smlouvu na nahrání alba podepsala s Warner Bros., a začala pracovat na debutovém albu nazvaném Headstrong. Album bylo vydáno v únoru 2007 a umístilo se na pátém místě amerického žebříčku Billboard 200. V srpnu 2007 mělo premiéru pokračování filmu Muzikál ze střední 2. Film získal dvě nominace na cenu Emmy. Soundtrackové album se umístilo na prvním místě žebříčku Billboard.
V roce 2008 založila vlastní produkční společnost Blondie Girl Productions. Poprvé jako exkluzivní producentka sloužila filmu Táta za všechny peníze, ve kterém si také zahrála hlavní roli. Film měl premiéru v roce 2008 na stanici ABC Family.
Roli Sharpey si znovu zahrála ve filmu Muzikál ze střední 3: Maturitní ročník, jako jediný ze tří filmů byl vydán do kin. Začala pracovat na druhém studiovém albu Guilty Pleasures, které bylo vydáno v červnu 2009. Za první týden se ho prodalo přes 25 tisíc kopií.

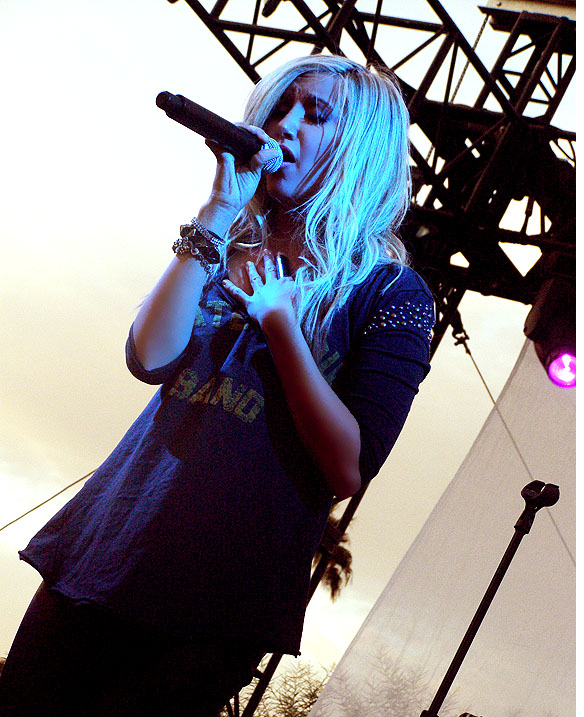
Ashley Tisdale na koncertě v Arizoně, 2009.

V roce 2009 si zahrála ve filmu Příšerky z podkroví. Film vydělal okolo 60 milionů dolarů po celém světě.

### 2010–dosud: Návrat k televizi a produkování
V roce 2010 se vrátila na televizní obrazovky s rolí Savannah Monroe v seriálu Superkočky, vysílaném stanicí The CW. Seriál byl po první sérii zrušen. V roce 2012 se jako host objevila v seriálu Vychovávat Hope. Zahrála si ve dvou dílech seriálu Zákon gangu. V srpnu 2011 měl premiéru spin-off filmů Muzikál ze střední Sharpey a její báječné dobrodružství.
Ashley Tisdale a její produkční společnost Blondie Girl Company podepsali smlouvu s Relativity Media na vytvoření a produkování filmů a televizních seriálů. Miss Advised byl jejich první projekt, ve kterém Tisdale pracovala jako exkluzivní producent, bez toho aby v seriálu sama hrála. Reality show měla premiéru na stanici Bravo v roce 2012.
V roce 2013 stanice E! vysílala televizní speciál produkovaný Tisdale s názvem Inner Circle, který se soustředil na její přátelství s herečkou Vanessou Hudgens. Další rok se spojila s Disney Channel a produkovala film Cloud 9. V červnu 2014 měl na stanici ABC Family seriál Mladí a hladoví, který také produkuje. V červnu 2012 bylo oznámeno, že si zahraje hlavní roli ve filmu Scary Movie 5. Film měl premiéru v dubnu 20013 a za první víkend vydělal pouhých 15 milionů dolarů a stal se nejméně výdělečným filmem ze Scary Movie filmů. Ve vedlejší roli Jazmine se objevila v seriálu Super Fun Night, po boku Rebel Wilson. V roce 2013 propůjčila svůj hlas do seriálu Sabrina: Tajemství mladé čarodějnice. Za její vystoupení jako Sabrina byla nominována na cenu Emmy. V roce 2014 se zúčastnila konkurzu do seriálu Clipped, kde získala hlavní roli Danny. Seriál měl premiéru v roce 2015 a po první řadě byl zrušen. V prosinci roku 2014 bylo oznámeno, že si zahraje prostitutku v komedii Bláznivá noc, po boku Jasona Biggse.
V roce 2015 založila lifestyleový blog The Haute Mess. V roce 2016 měl premiéru film Amateur Night, kde hraje jednu z hlavních rolí prostitutky Fallon. Mimo jiné se v tomto roce Ashley stala designérkou pro značku Signorelli a na jaře vydává svou první kolekci triček. V květnu tohoto roku se na trhu objevila "Illuminate by Ashley Tisdale Archivováno 26. 1. 2016 na Wayback Machine." kolekce lesků na rty, tvářenek a očních stínů navrhovaných jí samou pod značkou BH Cosmetics.
Na podzim roku 2018 vyšlo její třetí studiové album Symptoms, které nahrála s nově založenou nahrávací společností Big Noise.

## Osobní život
Při natáčení Muzikálu ze střední se seznámila s tanečníkem Jaredem Murillem a chodili spolu od roku 2007 do roku 2009. Poté začala chodit s režisérem Scottem Speerem, který režíroval pět jejích videoklipů.
V prosinci 2012 se seznámila s Christopherem Frenchem, hlavním zpěvákem skupiny Annie Automatic. V srpnu 2013 se dvojice zasnoubila a 8. září 2014 se vzali v Santa Barbaře v Kalifornii. Dne 17. září 2020 společně oznámili, že očekávají narození prvního potomka. V březnu 2021 se jim narodila dcera Jupiter Iris. V září 2024 přišla na svět druhá dcera, která dostala jméno Emerson Clover.

## Filmografie

### Filmy
| Rok  | Název                                        | Role                   | Poznámky                    |
| ---- | -------------------------------------------- | ---------------------- | --------------------------- |
| 1998 | Život brouka                                 | Borůvkový skaut (hlas) |                             |
| 2001 | Donnie Darko                                 | Kim                    |                             |
| 2002 | Nathan's Choice                              | Stephanie              |                             |
| 2002 | The Mayor of Oyster Bay                      | Jennifer               | TV film                     |
| 2006 | Muzikál ze střední                           | Sharpay Evans          |                             |
| 2006 | Šepot srdce                                  | Yuko Harada (hlas)     |                             |
| 2007 | Muzikál ze střední 2                         | Sharpay Evans          |                             |
| 2007 | There's Something About Ashley               | Samu sebe              | dokument                    |
| 2007 | Bravo, girls: Hurá do toho!                  | Samu sebe              |                             |
| 2008 | Táta za všechny peníze                       | Mandy Gilbert          | Také jako výkonný producent |
| 2008 | Muzikál ze střední 3: Maturitní ročník       | Sharpay Evans          |                             |
| 2009 | Příšerky z podkroví                          | Bethany Pearson        |                             |
| 2011 | Sharpay a její báječné dobrodružství         | Sharpay Evans          |                             |
| 2011 | Phineas a Ferb v paralelním vesmíru          | Candace Flynn (hlas)   |                             |
| 2013 | Scary Movie 5                                | Jody Sanders           |                             |
| 2013 | Saving Santa                                 | Shiny (hlas)           |                             |
| 2014 | Birds of Paradise                            | Aurora (hlas)          |                             |
| 2014 | Kdo věří na lásku                            | Samu sebe              |                             |
| 2015 | The Great Migration                          | Filter (hlas)          |                             |
| 2016 | Bláznivá noc                                 | Fallon                 |                             |
| 2018 | Princ Krasoň                                 | Popelka (hlas)         |                             |
| 2020 | Phineas a Ferb ve filmu: Candy proti Vesmíru | Candace Flynn (hlas)   |                             |

### Televize
| Rok              | Název                                | Role                         | Poznámky                                 |
| ---------------- | ------------------------------------ | ---------------------------- | ---------------------------------------- |
| 1997             | Smart Guy                            | Amy                          | díl: „A Little Knowledge“                |
| 1997             | Sedmé nebe                           | Janice                       | díl: „Rozchod je těžká věc“              |
| 2000             | Beverly Hills 90210                  | Nicole Loomis                | díl: „Fertile Ground“                    |
| 2000             | Movie Stars                          | studentka                    | díl: „Stand by Me“                       |
| 2000             | The Amanda Show                      | Cold-Curer                   | 3 díly                                   |
| 2000             | The Geena Davis Show                 | Tracy                        | díl: „Motherly Advice“                   |
| 2000             | Bostonská střední                    | Carol Prader                 | díl: „Chapter Five“                      |
| 2001             | Bette                                | Jessica                      | díl: „The Invisible Mom“                 |
| 2001             | Druhá šance                          | Marni                        | díl: „Best of Enemies“                   |
| 2001             | 100 Deeds for Eddie McDowd           | Wendy                        | díl: „Matchmaking Mutt“                  |
| 2001             | Kate Brasher                         | Winona                       | díl: „Georgia“                           |
| 2001             | Čarodějky                            | dívka na útěku               | díl: „Kdopak to štěká“                   |
| 2002             | The Hughleys                         | Stephanie                    | 3 díly                                   |
| 2002             | Malcolm v nesnázích                  | Dívka                        | díl: „Jury Duty“                         |
| 2003             | Strong Medicine                      | Sherry Lowenstein            | díl: „Addicted to Love“                  |
| 2003             | S dětmi na krku                      | Leah                         | díl: „Just Like a Woman“                 |
| 2003             | George Lopez                         | Olivia                       | díl: „I Only Have Eyes for You“          |
| 2003             | Still Standing                       | Bonnie                       | 4 díly                                   |
| 2005–08          | Sladký život Zacka a Codyho          | Maddie Fitzpatrick           | Hlavní role, 87 dílů                     |
| 2006             | Hannah Montana                       | Maddie Fitzpatrick           | díl: „Zase na cestě“                     |
| 2006             | Disney Channel Games 2006            | Samu sebe                    | Disney Channel speciál                   |
| 2007             | Kim Possible                         | Camille Leon (hlas)          | 4 díly                                   |
| 2007             | Disney Channel Games 2007            | Samu sebe                    | Disney Channel speciál                   |
| 2007–2015, 2025– | Phineas a Ferb                       | Candace Flynn (hlas)         |                                          |
| 2007, 2012       | Napálené celebrity                   | Samu sebe                    |                                          |
| 2008             | Studio DC: Almost Live               | Samu sebe                    | Disney Channel speciál                   |
| 2009             | Sladký život na moři                 | Maddie Fitzpatrick           | díl: „Maddie on Deck“                    |
| 2009             | Extreme Makeover: Home Edition       | Samu sebe                    | díl: „The Hampton Family“                |
| 2010             | Griffinovi                           | různé hlasy (hlas)           | 2 díly                                   |
| 2010             | Glenn Martin, DDS                    | Katie (hlas)                 | díl: „Dad News Bears“                    |
| 2010             | Fish Hooks                           | Clamantha (hlas)             |                                          |
| 2010-11          | Superkočky                           | Savannah Monroe              | hlavní role, 22 dílů                     |
| 2010-11          | Take Two with Pineas and Ferb        | Candace Flynn (hlas)         | 4 epizody                                |
| 2012             | Vychovávat Hope                      | Mary Louise                  | díl: „Jimmyho vymyšlená přítelkyně“      |
| 2012             | Zákony gangu                         | Emma Jean                    | 2 díly                                   |
| 2013             | Inner Circle                         | Samu sebe                    |                                          |
| 2013-14          | Sabrina: Tajemství mladé čarodějnice | Sabrina Spellman (hlas)      | 26 dílů                                  |
| 2013-14          | Super Fun NIght                      | Jazmine Boubier              | 2 díly                                   |
| 2013             | The Crazy Ones                       | Kelsi Lasker                 | díl: „The Intern“                        |
| 2014             | Review                               | Samu sebe                    | díl: „Celebrity/Batman“                  |
| 2014             | Robot Chicken                        | Annie/Pippi, dlouhá punčocha | díl: „Snarfer Image“                     |
| 2014–2016        | Mladí a hladoví                      | Logan Rawlings               | 3 díly                                   |
| 2015             | Clipped                              | Danny                        | hlavní role, 10 dílů                     |
| 2015             | Truth Be Told                        | Sam                          | díl: „Psychic Chicken“                   |
| 2016             | Americký táta                        | Amy Reed                     | díl: „The Life Aquatic with Steve Smith“ |
| 2016–2018        | Skylanders Academy                   | Elf (hlas)                   | 38 dílů                                  |
| 2017             | Ginger Snaps                         | Jablko (hlas)                | 10 dílů                                  |
| 2017             | Drop The Mic                         | Sama sebe                    | díl: „Ashley Tisdale vs Nick Lachey“     |
| 2018             | MacGyver                             | Allie Winthrop               | díl: „CO2 Sensor + Tree Branch“          |
| 2018             | Milo Murphy's Law                    | Candace/různé hlasy          | díl: „The Phineas and Ferb Effect“       |
| 2018             | Pandas in New York                   | Maya                         | TV film                                  |
| 2019–2020        | Carol's Second Act                   | Jenny Kenney                 | hlavní role, 15 dílů                     |
| 2019             | Šťastné a veselé a tak podobně       | Kayla                        | hlavní role, 8 dílů                      |
| 2021             | The Masked Dancer                    | Samu sebe/porotkyně          |                                          |

### Jako producentka
| Rok       | Název                                | Poznámky            |
| --------- | ------------------------------------ | ------------------- |
| 2008      | Táta za všechny peníze               | film ABC Family     |
| 2011      | Sharpay a její báječné dobrodružství | film Disney Channel |
| 2012      | Miss Advised                         | seriál Bravo        |
| 2013      | Inner Circle                         | seriál E!           |
| 2014      | Cloud 9                              | film Disney Channel |
| 2014–2018 | Mladí a hladoví                      | seriál ABC Family   |
| 2018      | Daphne & Velma                       | video               |

## Diskografie
- Headstrong (2007)
- Guilty Pleasure (2009)
- Symptoms (2018)

### Soundtracková alba
- Sharpay a její báječné dobrodružství (2011)

## Ocenění a nominace
| Rok  | Ocenění                                    | Kategorie                                                                                              | Práce                                  | Výsledek  |
| ---- | ------------------------------------------ | --- | -------------------------------------- | --------- |
| 2000 | Young Artist Award                         | nejlepší výkon v televizním dramatickém seriálu                                                        | Bostonská střední                      | nominace  |
| 2006 | Billboard Music Awards                     | soundtrack roku                                                                                        | Muzikál ze střední                     | vítězství |
| 2006 | Billboard Music Awards                     | album roku                                                                                             | Muzikál ze střední                     | nominace  |
| 2006 | American Music Awards                      | nejlepší popové album                                                                                  | Muzikál ze střední                     | nominace  |
| 2006 | Cena Emmy                                  | nejlepší dětský pořad                                                                                  | Muzikál ze střední                     | vítězství |
| 2007 | Nickelodeon UK Kids' Choice Awards         | nejlepší televizní herečka                                                                             | Sladký život Zacka a Codyho            | vítězství |
| 2007 | Premios Oye!                               | objev roku: mezinárodní umělec                                                                         | Headstrong                             | nominace  |
| 2007 | American Music Awards                      | nejoblíbenější soundtrack roku                                                                         | Muzikál ze střední 2                   | vítězství |
| 2008 | Nickelodeon Australian Kids' Choice Awards | nejoblíbenější mezinárodní televizní hvězda                                                            | Sladký život Zacka a Codyho            | nominace  |
| 2009 | MTV Movie Awards                           | objev roku: herečka                                                                                    | Muzikál ze střední 3: Maturitní ročník | vítězství |
| 2009 | Teen Choice Awards                         | nejlepší herečka: hudební/taneční film                                                                 | Muzikál ze střední 3: Maturitní ročník | nominace  |
| 2009 | Teen Choice Awards                         | letní filmová hvězda: žena                                                                             | Příšerky z podkroví                    | nominace  |
| 2009 | Los Premios MTV Latinoamérica              | nejlepší nový mezinárodní umělec                                                                       | Guilty Pleasure                        | nominace  |
| 2012 | Behing the Voice Actors Awards             | nejlepší vokální výkon herečky v hlavní roli v TV speciálu/krátkometrážním filmu/natočené-přímo-na-DVD | Phineas a Ferb v paralelním vesmíru    | nominace  |
| 2012 | Behing the Voice Actors Awards             | nejlepší vokální výkon obsazení v TV speciálu/krátkometrážním filmu/natočené-přímo-na-DVD              | Phineas a Ferb v paralelním vesmíru    | nominace  |
| 2013 | Behing the Voice Actors Awards             | nejlepší vokální výkon herečky v hlavní roli v televizním seriálu: komedie/muzikál                     | Phineas a Ferb                         | nominace  |
| 2014 | Cena Emmy                                  | nejlepší výkon v animovaném pořadu                                                                     | Sabrina: Tajemství mladé čarodějnice   | nominace  |
| 2014 | Young Hollywood Awards                     | superstar sociálních médií                                                                             |                                        | vítězství |
| 2015 | Behing the Voice Actors Awards             | nejlepší vokální výkon v televizním seriálu: komedie/muzikál                                           | Sabrina: Tajemství mladé čarodějnice   | nominace  |
| 2015 | Teen Choice Awards                         | televizní zlodějka scén                                                                                | Mladí a hladoví                        | nominace  |